# Mont Ventoux Dénivelé Challenge

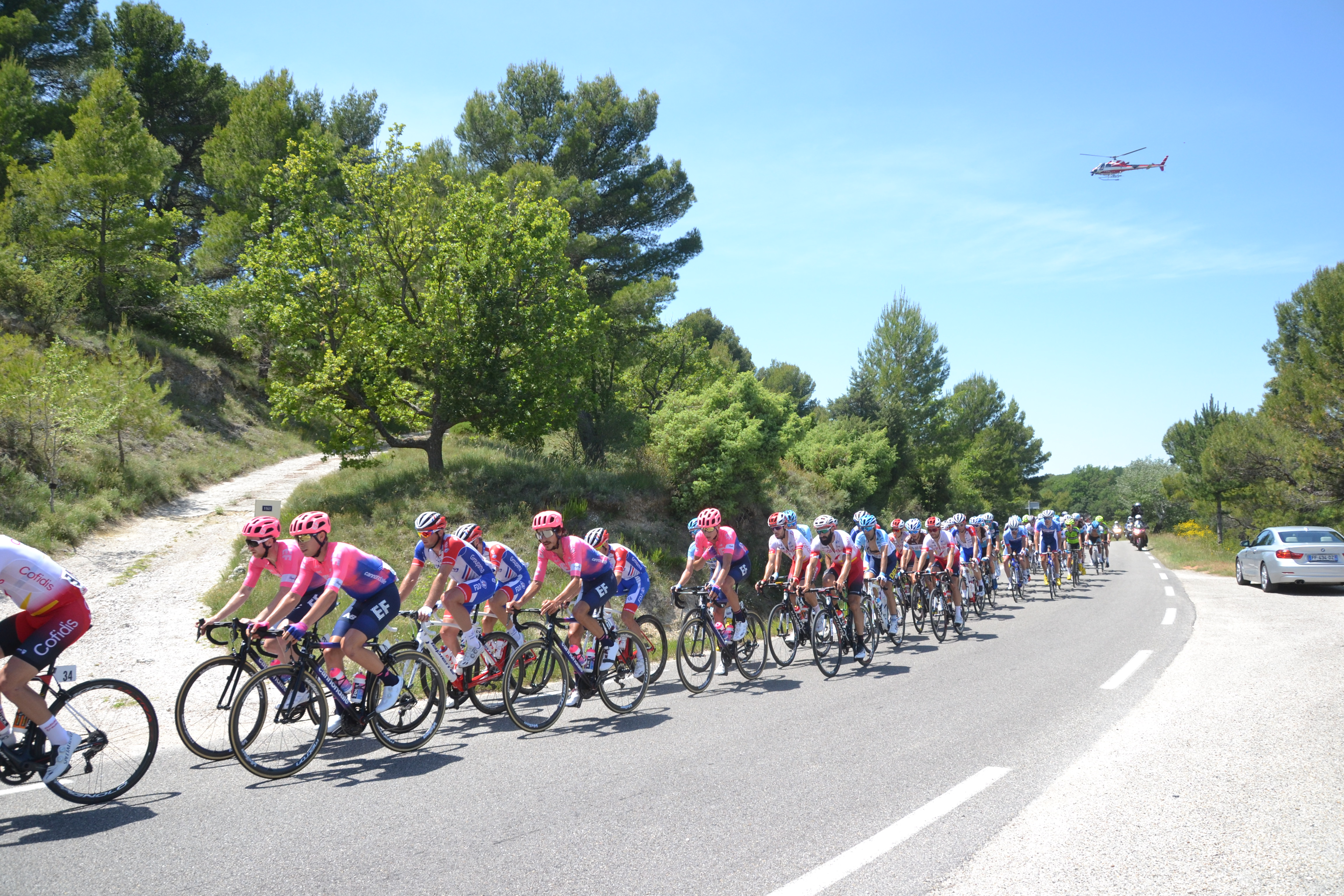
Mont Ventoux Dénivelé Challenge 2019: pelotão na subida para Blauvac

O 'Mont Ventoux Dénivelé Challenge é uma competição de ciclismo profissional de um dia que se disputa anualmente na França. Foi criada em 2019 e disputa-se no Monte Ventoux. O evento esteve classificado como 1.1 da categoria UCI Europe Tour entre 2019 e 2022. Em 2023 passou a fazer parte o UCI ProSeries.

## Palmarés
| Ano  | Vencedor           | Segundo                      | Terceiro         |
| ---- | ------------------ | ---------------------------- | ---------------- |
| 2019 | Jesús Herrada      | Romain Bardet                | Rein Taaramäe    |
| 2020 | Aleksandr Vlasov   | Richie Porte                 | Guillaume Martin |
| 2021 | Miguel Ángel López | Óscar Rodríguez Garaicoechea | Enric Mas        |
| 2022 | Ruben Guerreiro    | Esteban Chaves               | Michael Storer   |
| 2023 | Lenny Martinez     | Michael Woods                | Simon Carr       |
| 2025 |                    |                              |                  |

## Palmarés por países
Atualizado após edição de 2023
| País     | Vitórias |
| -------- | -------- |
| Colômbia | 1        |
| França   | 1        |
| Portugal | 1        |
| Rússia   | 1        |
| Espanha  | 1        |